# Línea 15 (Santa Fe)
Línea 15 es una línea de transporte urbano de pasajeros de la ciudad de Santa Fe, Argentina. El servicio está actualmente operado por ERSA Urbano.

## 15
Servicio diurno y nocturno.
Recorrido: Teniente Loza; Av. Santa Fe; Gdor. Menchaca; Hugo Wast; 12 de Octubre; Misiones; Av. Blas Parera; Castelli; Av. Fdo. Zuviría; Mariano Comas; 1.º de Mayo; Hipólito Yrigoyen; 25 de Mayo; Tucumán; 27 de Febrero; Salta; San Jerónimo; 3 de Febrero; 4 de enero; Suipacha; 9 de Julio; Av. Facundo Zuviría; Estanislao Zeballos; Av. Blas Parera; Chaco; Av. 12 de Octubre; Santa Cruz; Gdor. Menchaca; Av. Santa Fe; Teniente Loza; Parada.

## Combinaciones
Con la Línea 9 al Hospital de Niños, en E. Zeballos y Europa; con la Línea 9 desde el Hospital de Niños, en Castelli y Europa.